# Grupa wsparcia
Grupa wsparcia – forma wsparcia psychospołecznego, funkcjonująca również w rzeczywistości wirtualnej, w której członkowie świadczą sobie różnego rodzaju pomoc, informacje, zazwyczaj nieprofesjonalnie. Niekoniecznie jest to pomoc materialna. Członkowie grupy zrzeszają się zazwyczaj ze względu na jakąś wspólną, obciążającą psychicznie lub społecznie cechę (np. własna choroba psychiczna lub choroba występującą w najbliższej rodzinie, problem z uzależnieniem). Mogą jednak istnieć grupy wsparcia dotyczące rodziców i ich lepszego funkcjonowania.
Grupy mogą mieć charakter otwarty, jak i zamknięty. Pomoc może przyjmować formę dostarczania pożytecznych informacji, relacjonowania własnych doświadczeń związanych z danym problemem, słuchania i akceptacji doświadczeń innych, empatycznego zrozumienia i nawiązania kontaktów społecznych z osobami o podobnych trudnościach. Grupa wsparcia może także funkcjonować celem informowania społeczeństwa lub celem obrony danej kwestii.